# Koper(I)cyanide
Koper(I)cyanide is een toxische anorganische verbinding van koper en het cyanide-ion, met als brutoformule CuCN. De stof komt voor als een wit tot groen poeder, dat slecht oplosbaar is in water. Het oplosbaarheidsproduct (Ks) van koper(I)cyanide bedraagt 1,602 × 10−9. Het reageert zeer hevig met magnesium, nitraten en oxidatoren. In contact met zuren ontstaat het zeer toxische waterstofcyanide (HCN).

## Synthese
Koper(I)cyanide kan bereid worden door een reductie van koper(II)sulfaat met natriumcyanide. Hierbij ontstaan, naast koper(I)cyanide, ook nog oxalonitril en natriumsulfaat:
{\displaystyle {\ce {2CuSO4 + 4NaCN -> 2CuCN + (CN)2 + 2Na2SO4}}}

## Toepassingen
Wegens de hoge toxiciteit wordt het nog maar weinig commercieel gebruikt. Vroeger werd koper(I)cyanide ingezet als fungicide, insecticide en als algemeen biocide. Het kende ook toepassingen als katalysator bij polymerisaties, elektrodepositie van koper en ijzer en in scheepsverf.
In de organische chemie kent het toepassing bij de Rosenmund-von Braun-reactie, waarbij een aryl-halogenide wordt omgezet naar een aryl-nitril: